# Thesium kotschyanum
Thesium kotschyanum är en sandelträdsväxtart som beskrevs av Pierre Edmond Boissier. Thesium kotschyanum ingår i släktet spindelörter, och familjen sandelträdsväxter. Inga underarter finns listade i Catalogue of Life.